# Saint-Laurent-de-Gosse
Saint-Laurent-de-Gosse is een gemeente in het Franse departement Landes (regio Nouvelle-Aquitaine) en telt 499 inwoners (2005). De plaats maakt deel uit van het arrondissement Dax.

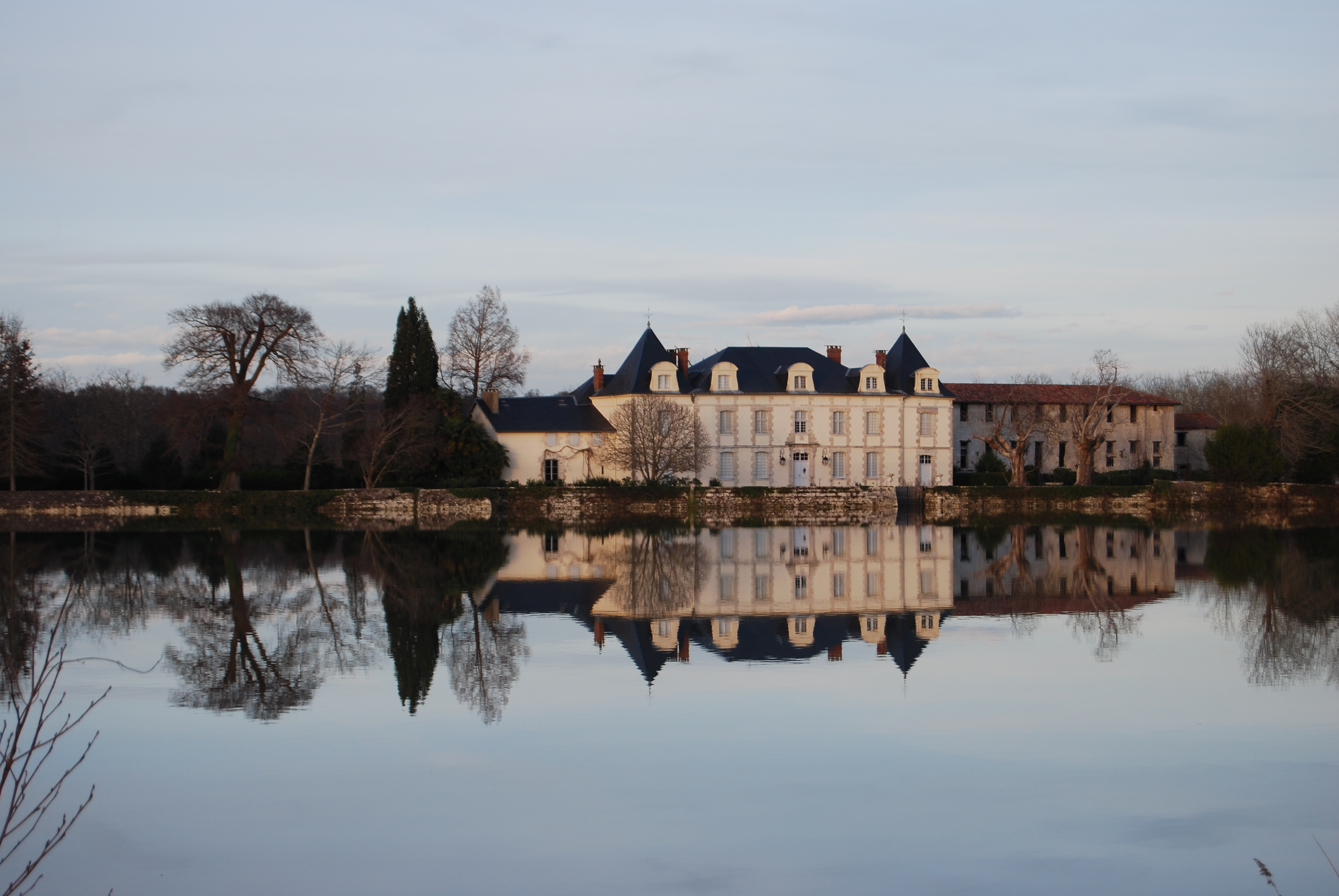
Château de Montpellier
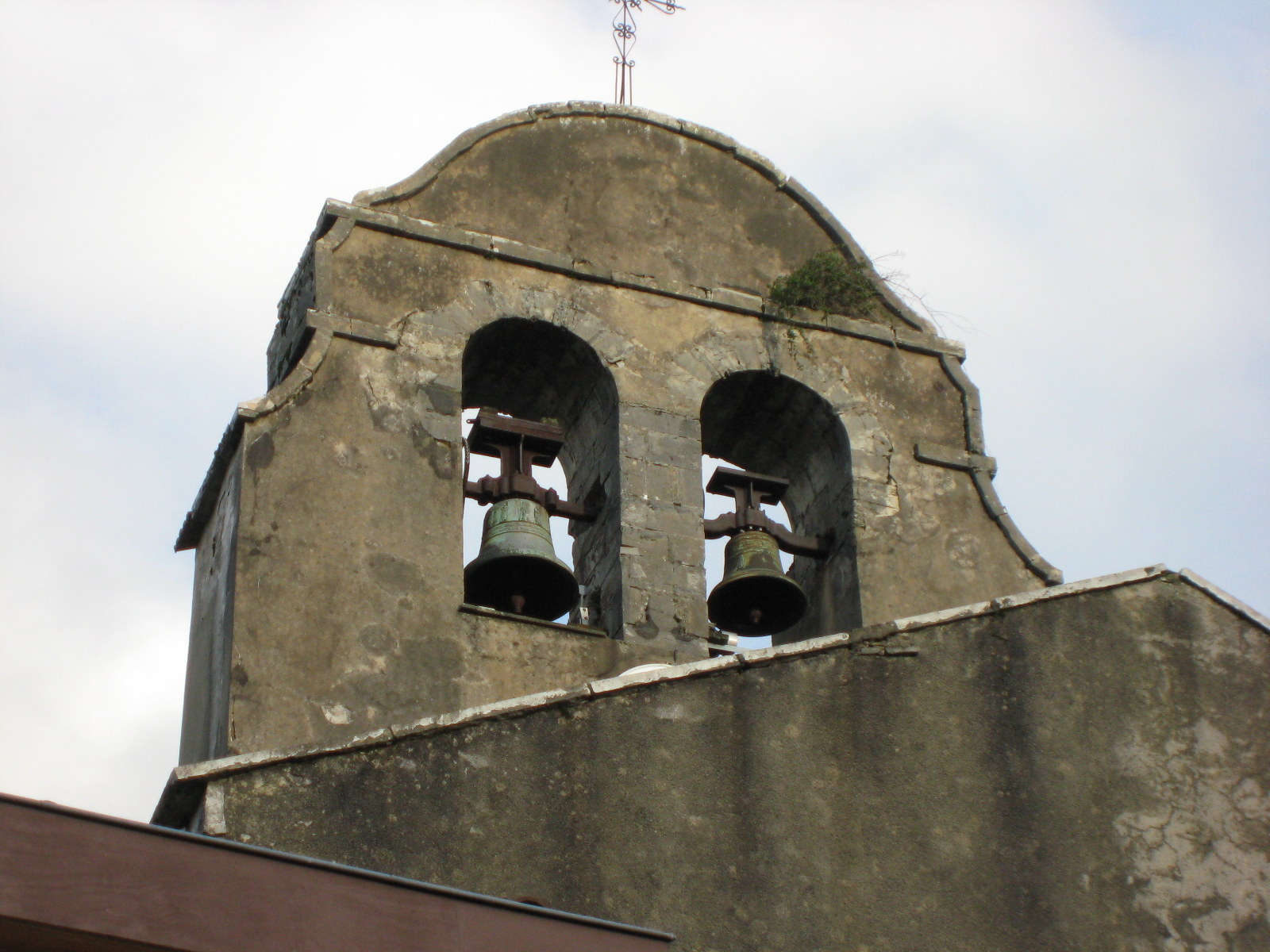
Kerk van Saint-Laurent
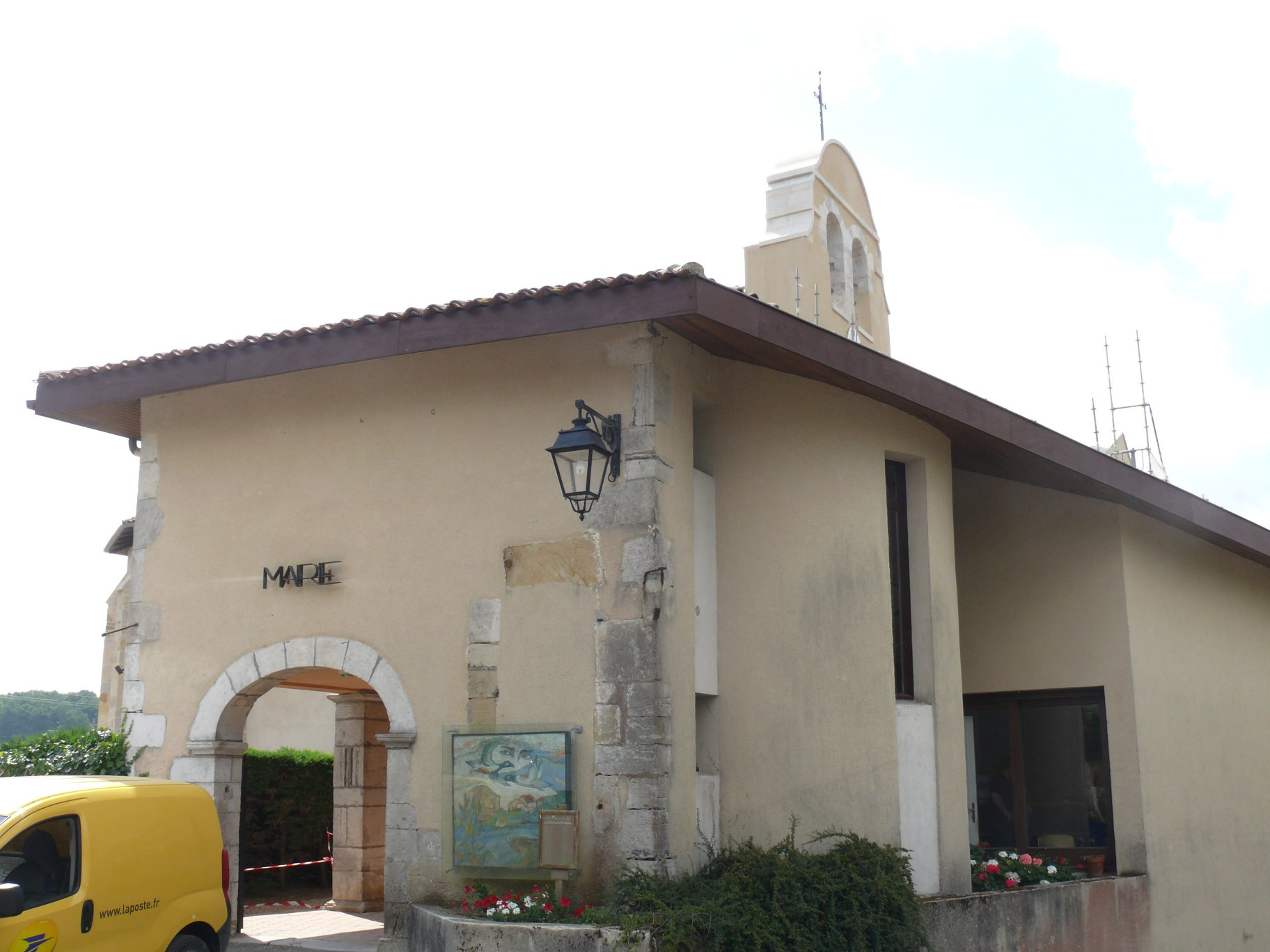
Gemeentehuis

## Geografie
De oppervlakte van Saint-Laurent-de-Gosse bedraagt 17,5 km², de bevolkingsdichtheid is 28,5 inwoners per km².
De onderstaande kaart toont de ligging van Saint-Laurent-de-Gosse met de belangrijkste infrastructuur en aangrenzende gemeenten.

## Demografie
Onderstaande figuur toont het verloop van het inwonertal (bron: INSEE-tellingen).